# Società Sportiva Lanciano 2003-2004
Questa pagina raccoglie le informazioni riguardanti la Società Sportiva Lanciano nelle competizioni ufficiali della stagione 2003-2004.

## Rosa
| N. |                      | Ruolo | Calciatore            |
| -- | -------------------- | ----- | --------------------- |
|    | Italia (bandiera)    | C     | Antonio Amita         |
|    | Italia (bandiera)    | D     | Andrea Bussi          |
|    | Italia (bandiera)    | P     | Andrea Cano           |
|    | Italia (bandiera)    | C     | Roberto Cau           |
|    | Italia (bandiera)    | D     | Federico Cavola       |
|    | Argentina (bandiera) | A     | Daniel Alberto Chafer |
|    | Italia (bandiera)    | P     | Cristian Chessari     |
|    | Italia (bandiera)    | D     | Salvatore Chiaramonte |
|    | Italia (bandiera)    | A     | Giorgio Cini          |
|    | Italia (bandiera)    | A     | Andrea Conti (I)      |
|    | Italia (bandiera)    | C     | Luca Corradi          |
|    | Italia (bandiera)    | C     | Andrea Costantini     |
|    | Brasile (bandiera)   | C     | Ferreira Pinto        |

| N. |                    | Ruolo | Calciatore                  |
| -- | ------------------ | ----- | --------------------------- |
|    | Italia (bandiera)  | D     | Claudio Finetti             |
|    | Italia (bandiera)  | C     | Giuliano Massimo Gentilini  |
|    | Italia (bandiera)  | C     | Tiziano Maggiolini          |
|    | Italia (bandiera)  | C     | Davide Marchini             |
|    | Italia (bandiera)  | D     | Emanuele Masini             |
|    | Brasile (bandiera) | C     | Adriano Mezavilla           |
|    | Italia (bandiera)  | C     | Ludovico Moresi             |
|    | Italia (bandiera)  | D     | Tommaso Movilli             |
|    | Italia (bandiera)  | A     | Maurizio Nassi              |
|    | Italia (bandiera)  | D     | Rocco Roberto Paris         |
|    | Italia (bandiera)  | D     | Walter Paruta               |
|    | Brasile (bandiera) | C     | Paolo Jorge Cassova Ribeiro |

## Risultati

### Campionato

#### Girone di andata
| 31 agosto 2003 1ª giornata | Viterbese | 2 – 0 | Lanciano |  |

| 7 settembre 2003 2ª giornata | Lanciano | 3 – 1 | Catanzaro |  |

| 14 settembre 2003 3ª giornata | Sora | 1 – 1 | Lanciano |  |

| 21 settembre 2003 4ª giornata | Lanciano | 1 – 1 | Fermana |  |

| 28 settembre 2003 5ª giornata | L'Aquila | 0 – 1 | Lanciano |  |

| 5 novembre 2003 6ª giornata | Martina | 0 – 1 | Lanciano |  |

| 12 ottobre 2003 7ª giornata | Lanciano | 2 – 0 | Teramo |  |

| 19 ottobre 2003 8ª giornata | Chieti | 0 – 0 | Lanciano |  |

| 26 ottobre 2003 9ª giornata | Lanciano | 1 – 1 | Acireale |  |

| 2 novembre 2003 10ª giornata | Crotone | 4 – 0 | Lanciano |  |

| 9 novembre 2003 11ª giornata | Lanciano | 0 – 0 | Vis Pesaro |  |

| 16 novembre 2003 12ª giornata | Paternò | 0 – 1 | Lanciano |  |

| 23 novembre 2003 13ª giornata | Lanciano | 1 – 1 | Sambenedettese |  |

| 7 dicembre 2003 14ª giornata | Lanciano | 1 – 0 | Giulianova |  |

| 14 dicembre 2003 15ª giornata | Sporting Benevento | 1 – 1 | Lanciano |  |

| 21 dicembre 2003 16ª giornata | Lanciano | 1 – 0 | Taranto |  |

| 6 gennaio 2003 17ª giornata | Foggia | 0 – 1 | Lanciano |  |

#### Girone di ritorno
| 11 gennaio 2004 18ª giornata | Lanciano | 0 – 1 | Viterbo |  |

| 18 gennaio 2004 19ª giornata | Catanzaro | 1 – 0 | Lanciano |  |

| 1º febbraio 2004 20ª giornata | Lanciano | 2 – 0 | Sora |  |

| 8 febbraio 2004 21ª giornata | Fermana | 2 – 0 | Lanciano |  |

| 15 febbraio 2004 22ª giornata | Lanciano | 2 – 1 | L'Aquila |  |

| 22 febbraio 2004 23ª giornata | Lanciano | 0 – 0 | Martina |  |

| 7 marzo 2004 24ª giornata | Teramo | 2 – 1 | Lanciano |  |

| 14 marzo 2004 25ª giornata | Lanciano | 1 – 0 | Chieti |  |

| 21 marzo 2004 26ª giornata | Acireale | 0 – 2 | Lanciano |  |

| 28 marzo 2004 27ª giornata | Lanciano | 0 – 2 | Crotone |  |

| 4 aprile 2004 28ª giornata | Vis Pesaro | 0 – 3 | Lanciano |  |

| 10 aprile 2004 29ª giornata | Lanciano | 0 – 1 | Paternò |  |

| 18 aprile 2004 30ª giornata | Sambenedettese | 2 – 0 | Lanciano |  |

| 25 aprile 2004 31ª giornata | Giulianova | 2 – 1 | Lanciano |  |

| 2 maggio 2004 32ª giornata | Lanciano | 3 – 1 | Sporting Benevento |  |

| 9 maggio 2004 33ª giornata | Taranto | 3 – 0 | Lanciano |  |

| 16 maggio 2004 34ª giornata | Lanciano | 3 – 1 | Foggia |  |